# Alessandro Nunes Nascimento
Alessandro Nunes Nascimento, mais conhecido como Alessandro (São João da Boa Vista, 2 de março de 1982) é um futebolista brasileiro que atua como atacante. Atualmente está como treinador do Ipatinga Futebol Clube.
Destacou-se jogando pelo Ipatinga, onde foi artilheiro da Série B por duas vezes: Em 2007 marcando 25 gols e em 2010 marcando 21 gols.

## Carreira
Teve grandes passagens pelo América Mineiro, Ipatinga e clubes da capital de Minas Gerais e Rio de Janeiro. 
Foi revelado pelo América Mineiro em 2001. No mesmo ano, marcou o gol do título estadual, diante do Atlético-MG.
Pelo Flamengo, fez apenas 8 jogos e marcou 1 gol em 2005.
Em 2007, pelo Ipatinga atingiu a marca de maior artilheiro de uma única edição do Campeonato Brasileiro da Série B até então, com 25 gols.
Em 2009, passou dois meses no Cruzeiro e em março do mesmo ano acertou com o Atlético MG até dezembro de 2010.
Em abril de 2010, comemorou o terceiro gol do Ipatinga sobre o Cruzeiro, na semifinal do Campeonato Mineiro, com os dedos médios em riste e os braços cruzados em frente à torcida da Raposa. Nesta temporada, foi novamente artilheiro da Série B, com 21 gols.
Foi contratado em janeiro de 2011 pelo Sport, mas em fevereiro se desligou do rubro-negro pernambucano, alegando dificuldades de adaptação de sua família a Recife e retornou ao Ipatinga para a disputa do Campeonato Mineiro.
Em maio do mesmo ano, foi contratado pelo América Mineiro, clube no qual iniciou sua carreira. Permaneceu no Coelho até o fim de 2013, quando não teve seu vínculo renovado.
Em 2014, atuou pelo Kyoto Sanga na J2 League, onde fez 7 jogos e marcou 2 gols.
Alessandro acertou com o Bahia em agosto de 2014. Entretanto, após atuar em apenas uma partida pelo clube, válida pelo Campeonato Brasileiro daquele ano, rescindiu amigavelmente seu contrato, permanecendo menos de um mês na equipe baiana.

## Títulos
Seleção Brasileira
- Campeonato Sul-Americano Sub-17: 1999

América MG
- Campeonato Mineiro: 2001

Cruzeiro
- Campeonato Internacional de Verano: 2009

### Campanhas em destaque
Ipatinga
- Vice-Campeonato Brasileiro - Série B: 2007

### Artilharias
Ipatinga
- Campeonato Brasileiro - Série B: 2007 (25 gols)[22]
- Campeonato Brasileiro - Série B: 2010 (21 gols)[23]